# Paralia Lygias
Paralia Lygias  este un oraș în Grecia în prefectura Elida.